# Hélice (astronomie)
Pour les articles homonymes, voir Hélice (homonymie).
Ne confondre ni avec la nébuleuse de l'Hélice ni avec Hélicé, une des lunes de Jupiter.

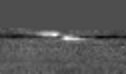
L'hélice de Blériot, satellite mineur de Saturne.

Une « hélice » (en anglais : propeller) est une structure en forme d'hélice bipale située dans un anneau de matière (anneau planétaire ou circumstellaire) et résultant de la perturbation de ce dernier par un objet de faible dimension (par exemple lune mineure pour un anneau planétaire ou planète en formation pour un disque protoplanétaire).
L'existence de telles structures dans les anneaux de Saturne a été prédite par F. Spahn et M. Sremčević. Des structures de ce type ont été découvertes dans des images prises par la sonde Cassini. Des observations ultérieures ont permis d'identifier trois « ceintures d'hélices » (en anglais : propeller belt, au singulier) entre 127 000 et 132 000 kilomètres du centre de Saturne et contenant de 7 000 à 8 000 lunes d'un rayon égal ou supérieur à 0,15 kilomètre (150 mètres).